# 1506
1506. је била проста година.

## Рођења

### Фебруар
- 13. септембар — Џон Лиланд, енглески археолог

## Смрти

### Јануар
- 20. мај — Кристифор Колумбо, италијански истраживач и морепловац

### Јун
- 13. септембар — Андреа Мантења, италијански сликар
- 13. септембар — Филип I од Кастиље, кастиљански краљ